# Европейский кубок вызова
Европейский кубок вызова (англ. European Rugby Challenge Cup) — ежегодный клубный турнир среди европейских команд по регби-15. С 1996 по 2014 годы турнир проводился организацией European Rugby Cup (ERC), а ныне — «Европейским профессиональным клубным регби» (EPCR). Кубок является вторым по статусу и силе участников европейским соревнованием после Кубка европейских чемпионов (пришедшего на смену Кубку Хейнекен)
На регулярной основе в турнире участвуют клубы из 3 чемпионатов (Премьер-лиги, Про14 и Топ14). Команды из других стран, Бельгии, Грузии, Германии, Испании, Португалии, России и Румынии, для попадания в групповой этап вынуждены бороться за третий европейский трофей — Европейский Континентальный Щит.

## Отбор
Квалификация к турниру среди участников чемпионатов Англии, Франции и Про12 не проводится, поскольку все клубы получают право сыграть в европейском сезоне (распределение по кубкам осуществляется на основе выступлений во внутреннем чемпионате). Итальянский чемпионат, ныне являющийся полигоном для развития лучших игроков страны, которые в будущем смогут сыграть в итальянских командах Про12, делегирует в число участников кубка четыре лучшие команды. Таким образом, в кубке могут играть 8 французских клубов, 6 английских команд (в зависимости от результатов отборочных игр) и 4 коллектива из Италии. Кроме того, одним клубом представлены Ирландия, Румыния (для участия в кубке специально собирается команда «Букурешть Вулвз», комплектуемая лучшими румынскими игроками) и Уэльс. Наконец, оставшуюся квоту разыгрывают Испания и Португалия. Определённые изменения касаются тех стран, клубы которых выигрывают кубок Хейнекен или кубок вызова.
До сезона 2009/10 число английских, французских и итальянских клубов определялось на основании их выступлений в прошлом розыгрыше кубка Хейнекен. Последнюю квоту получала та страна, чьи представители добились наибольшего успеха в прошлогоднем розыгрыше основного европейского состязания. Затем состоялся переход к существующей системе отбора.

## Формат
В сезоне 2012/13 в кубке играли 20 команд, равномерно распределённых по пяти группам. В рамках группового этапа каждый клуб сыграл с представителями своей группы 2 матча: домашний и выездной. До сезона 2008/09 в четвертьфинал проходили победители групп и три лучших вторых команды. Затем право выхода в 1/4 финала было оставлено только за победителями групп, а оставшиеся три квоты занимали клубы из кубка Хейнекен (занявшие второе место в группе команды с общим третьим, четвёртым и пятым результатом). Жеребьёвка плей-офф происходила следующий образом:
- Четыре лучших победителя групп проводят четвертьфинал дома (№№ 1-4);
- Три клуба из кубка Хейнекен классифицируются под №№ 5-7 в зависимости от результатов;
- Пятый победитель группы в кубке вызова получает восьмой номер.

С сезона 2009/10 жеребьёвка проводилась и перед полуфинальными матчами. До этого использовалась «скобочная» система: первая команда играла с восьмой, вторая — с седьмой и т. д. При этом хозяйками полуфинальных матчей являлись лучшие команды пар (в кубке Хейнекен место проведения игр 1/2 финала определяется случайным образом). Сейчас этот компонент регламента идентичен тому, который применяется в кубке Хейнекен.
В сезоне 2015/2016 в основной сетке турнира будут соревноваться 20 клубов. 18 из них представляют французский ТОП-14, английской Премьер-лиги (Премьершип) и Про12. Остальные два участника, российский Енисей-СТМ и итальянский Кальвизано, определились в квалификационном турнире.

#### Квалификация 2015/2016
Квалификация 2015/2016 годов прошла в два этапа. На первом этапе в двух группах сыграли 6 клубов: 3 итальянских, по одному представителю от Португалии, Испании и впервые в турнире приняла участие команда из России -Енисей-СТМ. Далее победители каждой из групп вышли в плей-офф, где встретились с итальянским клубом "Ровиго Дельта" (Rovigo Delta) и румынским "Бая Маре" (CSM Baia Mare) . Енисей-СТМ играл с "Бая Маре" и победил в обеих встречах.  В итоге победители этого противостояния вышли в основную сетку соревнования.

## Перспективы
Предполагается, что от России участником кубка должна была стать команда «ВВА-Подмосковье». Однако в сезоне 2015/2016 старт в квалификации турнира взял чемпион России - красноярский «Енисей-СТМ», он является первым отечественным регбийным клубом, который принял участие в европейском кубке. Развитие регби в Германии также делает вероятным появление в турнире немецкой команды. Планировалось, что она будет создана на базе организации Wild Rugby Academy. Возможно присоединение других клубов из России, Испании и Грузии.
Рассматривается проект создания португальской команды, которая получит постоянную квоту. Как и в румынском случае, коллектив соберёт лучших регбистов, играющих в стране. Существует возможность участия в кубке лучшей команды Валлийской Премьер-лиги. Этот турнир объединяет лучшие команды страны, не задействованные в лиге Про12.

## Финалы
| Сезон            | Победитель           | Счёт       | Финалист              | Стадион                            | Зрители |
| ---------------- | -------------------- | ---------- | --------------------- | ---------------------------------- | ------- |
| 1996–97 детали   | «Бургуэн»            | 18:9       | «Кастр»               | «Стад де ла Медитерране», Безье    | 10 000  |
| 1997–98 детали   | «Коломье»            | 43:5       | «Ажен»                | «Стад де Сет Денье», Тулуза        | 12 500  |
| 1998–99 детали   | «Монферран»          | 35:16      | «Бургуэн»             | «Стад де Жерлан», Лион             | 31 986  |
| 1999–2000 детали | «Сексьон Палуаз»     | 34:21      | «Кастр»               | «Стад де Сет Денье», Тулуза        | 6 000   |
| 2000–01 детали   | «Харлекуинс»         | 42:33      | «Нарбонна»            | «Мадейски», Рединг                 | 10 013  |
| 2001–02 детали   | «Сейл Шаркс»         | 25:22      | «Понтиприт»           | «Кассам Стэдиум», Оксфорд          | 12 000  |
| 2002–03 детали   | «Лондон Уоспс»       | 48:30      | «Бат»                 | «Мадейски», Рединг                 | 18 074  |
| 2003–04 детали   | «Харлекуинс»         | 27:26      | «Монферран»           | «Мадейски», Рединг                 | 13 123  |
| 2004–05 детали   | «Сейл Шаркс»         | 27:3       | «Сексьон Палуаз»      | «Кассам Стэдиум», Оксфорд          | 7 230   |
| 2005–06 детали   | «Глостер»            | 36:34 (ОТ) | «Лондон Айриш»        | «Туикенем Ступ», Лондон            | 12 053  |
| 2006–07 детали   | «Клермон-Овернь»     | 22:16      | «Бат»                 | «Туикенем Ступ», Лондон            | 10 134  |
| 2007–08 детали   | «Бат»                | 24:16      | «Вустер Уорриорз»     | «Кингсхолм Стэдиум», Глостер       | 16 157  |
| 2008–09 детали   | «Нортгемптон Сэйнтс» | 15:3       | «Бургуэн»             | «Туикенем Ступ», Лондон            | 9 260   |
| 2009–10 детали   | «Кардифф Блюз»       | 28:21      | «Тулон»               | «Велодром», Марсель                | 48 990  |
| 2010–11 детали   | «Харлекуинс»         | 19:18      | «Стад Франсе»         | «Кардифф Сити Стэдиум», Кардифф    | 12 236  |
| 2011–12 детали   | «Биарриц»            | 21:18      | «Тулон»               | «Туикенем Ступ», Лондон            | 9 376   |
| 2012–13 детали   | «Ленстер»            | 34:13      | «Стад Франсе»         | «РДС Арена», Дублин                | 20 396  |
| 2013–14 детали   | «Нортгемптон Сэйнтс» | 30:16      | «Бат»                 | «Кардифф Армс Парк», Кардифф       | 12 483  |
| 2014–15 детали   | «Глостер»            | 19:13      | «Эдинбург»            | «Туикенем Ступ», Лондон            | 14 316  |
| 2015–16 детали   | «Монпелье Эро»       | 26:19      | «Харлекуинс»          | «Парк Олимпик Лионне», Лион        | 28 556  |
| 2016–17 детали   | «Стад Франсе»        | 25:17      | «Глостер»             | «Маррифилд», Эдинбург              | 24 494  |
| 2017–18 детали   | «Кардифф Блюз»       | 31:30      | «Глостер»             | «Сан-Мамес», Бильбао               | 32 543  |
| 2018–19 детали   | «Клермон Овернь»     | 36:16      | «Атлантик Стад Рошле» | «Сент-Джеймс Парк», Ньюкасл        | 28 438  |
| 2019–20 детали   | «Бристоль Бэрс»      | 32:19      | «Тулон»               | «Стад Морис Давид», Экс-ан-Прованс | 1 000   |
| 2020–21 детали   | «Монпелье Эро»       | 18:17      | «Лестер»              | «Туикенем», Лондон                 | 10 000  |
| 2021–22 детали   | «Лион»               | 30:12      | «Тулон»               | «Оранж Велодром», Марсель          | 51 431  |
| 2022–23 детали   | «Тулон»              | 43:19      | «Глазго Уорриорз»     | «Авива», Дублин                    | 31 500  |
| 2023–24 детали   | «Шаркс»              | 36:22      | «Глостер»             | «Тоттенхэм Хотспур», Лондон        | 34 761  |

### Титулы
| №  | Страна   | Команда              | Соревнование            | Побед в финале | Поражений в финале |
| -- | -------- | -------------------- | ----------------------- | -------------- | ------------------ |
| 1  | Франция  | «Клермон-Овернь»     | Топ 14                  | 3              | 1                  |
| 2  | Англия   | «Харлекуинс»         | Английская Премьер-лига | 3              | 0                  |
| 3  | Англия   | «Сейл Шаркс»         | Английская Премьер-лига | 2              | 0                  |
|    | Англия   | «Нортгемптон Сэйнтс» | Английская Премьер-лига | 2              | 0                  |
| 5  | Англия   | «Бат»                | Английская Премьер-лига | 1              | 3                  |
| 6  | Франция  | «Бургуэн»            | Топ 14                  | 1              | 2                  |
| 7  | Франция  | «Сексьон Палуаз»     | Топ 14                  | 1              | 1                  |
| 8  | Франция  | «Биарриц»            | Топ 14                  | 1              | 0                  |
|    | Уэльс    | «Кардифф Блюз»       | Про12                   | 1              | 0                  |
|    | Франция  | «Коломье»            | Топ 14                  | 1              | 0                  |
|    | Англия   | «Глостер»            | Английская Премьер-лига | 2              | 0                  |
|    | Ирландия | «Ленстер»            | Про12                   | 1              | 0                  |
|    | Англия   | «Лондон Уоспс»       | Английская Премьер-лига | 1              | 0                  |
| 14 | Франция  | «Кастр»              | Топ 14                  | 0              | 2                  |
|    | Франция  | «Стад Франсе»        | Топ 14                  | 0              | 2                  |
|    | Франция  | «Тулон»              | Топ 14                  | 1              | 3                  |
| 17 | Англия   | «Лондон Айриш»       | Английская Премьер-лига | 0              | 1                  |
|    | Франция  | «Нарбонна»           | Топ 14                  | 0              | 1                  |
|    | Уэльс    | «Понтиприт»          | Валлийская Премьер-лига | 0              | 1                  |
|    | Англия   | «Вустер Уорриорз»    | Английская Премьер-лига | 0              | 1                  |

## Статистика
Данные актуальны на 21 октября 2012 года.
| Игрок            | Клуб                                                                              | Очки |
| ---------------- | --------------------------------------------------------------------------------- | ---- |
| Людовик Мерсье   | «Петрарка», «Глостер», «Сексьон Палуаз», «Гренобль», «Безье»                      | 520  |
| Джонни Уилкинсон | «Ньюкасл Фэлконс», «Тулон»                                                        | 485  |
| Эрик Элвуд       | «Коннахт»                                                                         | 473  |
| Олли Баркли      | «Бат»                                                                             | 408  |
| Жераль Мерсрон   | «Клермон-Овернь»                                                                  | 349  |
| Себастьен Фок    | «Авирон Байоннес», «Тулон», «Монтобан», «Дакс», «Кастр Олимпик», «Сексьон Палуаз» | 337  |
| Чарли Ходжсон    | «Сейл Шаркс»                                                                      | 313  |
| Давид Окань      | «Монпелье», «Гренобль», «Сексьон Палуаз»                                          | 281  |
| Гарет Калл       | «Эббу-Вейл», «Бридженд»                                                           | 280  |
| Барри Эверитт    | «Нортгемптон Сэйнтс», «Лондон Айриш»                                              | 280  |

| Игрок                 | Клуб                                                         | Попытки |
| --------------------- | ------------------------------------------------------------ | ------- |
| Жан-Виктор Бертран    | «Гренобль», «Ажен», «Монпелье», «Нарбонна»                   | 19      |
| Ричард Хоутон         | «Сэрасинс», «Лондон Уоспс», «Перпиньян»                      | 19      |
| Себастьен Кузбик      | «Монпелье», «Монферран», «Бордо Бегль», «Перигё», «Гренобль» | 19      |
| Джеймс Симпсон-Дэниэл | «Глостер»                                                    | 19      |
| Давид Бори            | «Брив», «Бат», «Клермон-Овернь»                              | 17      |
| Александр Буйсси      | «Стад Монтуа», «Бордо Бегль»                                 | 17      |
| Филипп Экаль          | «Безье», «Кастр Олимпик»                                     | 17      |
| Бен Джонстон          | «Брив», «Сэрасинс»                                           | 17      |
| Марк Куэто            | «Сейл Шаркс»                                                 | 16      |
| Матьё Дурт            | «Сексьон Палуаз», «Ажен», «Дакс»                             | 16      |